# Лысая Горка
Лысая Горка (бел. Лысая Горка) — деревня в составе Сычковского сельсовета Бобруйского района Могилёвской области Республики Беларусь.
Расположена у остановочного пункта «Бибковщина» железнодорожной линии Бобруйск — Минск возле её пересечения с автодорогой Р31 Бобруйск (от М5) — Мозырь. На территории расположена агроусадьба «Воля» и садово-огородное товарищество «Машиностроитель», через которое протекает речка Волчанка. В деревне три улицы: Железнодородная, Школьная и Южная.

## Население
- 1999 год — 59 человек
- 2010 год — 38 человек